# 鄂尔栋镇
鄂尔栋镇，是中华人民共和国内蒙古自治区乌兰察布市兴和县下辖的一个乡镇级行政单位。

## 行政区划
鄂尔栋镇下辖以下地区：
木栋村、小河子村、皂火口村、大坡底村、鄂卜坪村、旧营子村、北水泉村、海窝子村、头号村、店子村、三十八号村、四十八号村、九十二号村、南库联村、三瑞里村、庆云村、四十号村、脑包村、十五号村、大五号村和四铺村。